# Jerzy Karpowicz
Jerzy Karpowicz (ur. 1942 w Okmiance koło Wilna) – litewski artysta fotograf, twórca sztuki. Członek rzeczywisty Związku Fotografików Litwy. Członek Światowego Stowarzyszenia Artystów Fotografików i Twórców Audiowizualnych.

## Życiorys
Związany z wileńskim środowiskiem fotograficznym – fotografuje od początku lat 50. XX wieku, fotografią artystyczną zajmuje się od 1977 roku. Miejsce szczególne w jego twórczości zajmuje fotografia dokumentalna oraz fotografia reportażowa – w zdecydowanej większości poświęcona Wileńszczyźnie. 
Jest autorem i współautorem wielu wystaw fotograficznych; indywidualnych oraz zbiorowych – na Litwie i za granicą. Jego fotografie były prezentowane m.in. na Białorusi, w Estonii, Japonii, na Łotwie, w Niemczech, Polsce, Rosji i na Litwie. Publikował swoje fotografie w wielu czasopismach, m.in. polskojęzycznych – na Litwie: Kurier Wileński, Magazyn Wileński, Nasza Gazeta, Spotkania, Tygodnik Wileńszczyzny oraz w almanachu Fotografia litewska, wydawanym przez Związek Fotografików Litwy. 
W 1978 roku został przyjęty w poczet członków rzeczywistych ówczesnego Litewskiego Stowarzyszenia Fotografii Artystycznej – obecnie (od 1989 roku) Związku Fotografików Litwy. W 2005 roku Ministerstwo Kultury Litwy przyznało mu status twórcy sztuki. W 2014 roku za twórczość fotograficzną i działalność na rzecz upowszechniania, popularyzowania kultury polskiej – został uhonorowany Krzyżem Kawalerskim Orderu Zasługi Rzeczypospolitej Polskiej.

## Odznaczenia
- Krzyż Kawalerski Orderu Zasługi Rzeczypospolitej Polskiej (2014)[14][1];

## Wybrane wystawy
- Miejsca pamięci poległych o wolność Ziemi Wileńskiej;
- Zanim padłeś, jeszcze ziemię przeżegnałeś ręką;
- Stare Wilno;
- Rejon solecznicki – dzieje, ziemia, ludzie;
- Jan Paweł II – Bądźcie świadkami Chrystusa;
- Bł. Jan Paweł II w obiektywie Jerzego Karpowicza[15][16];
- Najpiękniejsze Kościoły Wilna i okolic[9];

Źródło.

## Publikacje (albumy)
- Wilno (współautor zdjęć);
- Druskieniki (współautor zdjęć);
- Święto pieśni (współautor zdjęć);
- Najpiękniejsze kościoły Wilna (współautor zdjęć);
- Ziemia Solecznicka (współautor zdjęć)[5];
- Sakralne dziedzictwo rejonu wileńskiego (współautor zdjęć)[6];

Źródło.